# 奧地利體育
奧地利各種職業體育和業餘體育均十分普及，最受歡迎的體育項目包括足球、高山滑雪和冰球。由於奧地利多山，高山滑雪在奧地利十分受歡迎。類似的滑雪和跳台滑雪在奧地利也人氣很高。奧地利也一直是世界高山滑雪頭號強國。奧地利是1964年和1976年冬季奧運會的主辦國。奧地利還主辦有冰球聯賽。足球則是奧地利最受歡迎的集體體育項目之一，奧地利國家足球隊由奧地利足球協會管理。奧地利是2008年歐洲足球錦標賽的共同主辦國之一。